# Oggy Oggy
Oggy Oggy è una serie televisiva francese commedia per bambini in età prescolare, creata da Jean Cayrol e Cédric Guarneri dalla Xilam, in collaborazione con Netflix e France Televisions. È uno spin-off di  Oggy e i Maledetti scarafaggi. Il cartone è anche il primo original di Netflix francese, nell'animazione. È stata rilasciata in tutto il mondo su Netflix il 24 agosto 2021.

## Trama
Oggy (che viene chiamato Oggy Oggy nel cartone) è un gatto pupazzo che va a vivere avventure senza scarafaggi con i suoi amici, Mallow e Sporty in un mondo fatto di giocattoli di bambini.

## Personaggi

### Personaggi principali
- Oggy Oggy - gatto ottimista. È l'unico gatto che comunica con i versi di un gatto. È azzurro, ha occhi neri, ha un naso rosso e ha la pancia bianca e i piedi bianchi.
- Mallow - l'amico migliore di Oggy Oggy. È un gatto marrone con occhiali gialli, indossa una maglietta verde chiara, e ha scarpe bianche.
- Sporty - L'altro miglior amico di Oggy Oggy. È un gatto giallo con il visore bianco, maglietta verde, pantaloncini bianchi e scarpe bianche.

### Personaggi secondari
- Il gatto selvaggio
- Il fattore
- Il gatto poliziotto
- Vecchina

## Episodi
| Stagione         | Episodi | Pubblicazione   |
| ---------------- | ------- | --------------- |
| Prima stagione   | 16      | 24 agosto 2021  |
| Seconda stagione | 13      | 17 aprile 2023  |
| Terza stagione   | 23      | 16 ottobre 2023 |

### Stagione 1 (2021)
| n° | Titolo                                                                        | Pubblicazione  |
| -- | ----------------------------------------------------------------------------- | -------------- |
| 1  | Il bello e il cattivo tempo / Il palloncino / Gatti avventurosi               | 24 agosto 2021 |
| 2  | La piantina / Cani e gatti / Gatto nel cilindro                               | 24 agosto 2021 |
| 3  | Gita in paese / Ringrazia la buona stella / La nave dei pirati                | 24 agosto 2021 |
| 4  | Il misterioso gatto selvatico / Il cuscino nuovo / Gatti polari               | 24 agosto 2021 |
| 5  | Gara di broncio / Festa in città / Il tesoro del pirata                       | 24 agosto 2021 |
| 6  | Occhi puntati sul primo premio / I vigili del fuoco / Che bello questo sport! | 24 agosto 2021 |
| 7  | La fabbrica di biscotti / Al ladro! / Le pecore                               | 24 agosto 2021 |
| 8  | Il pezzo mancante / Un'animata serata in musica / Il motociclista misterioso  | 24 agosto 2021 |
| 9  | Che bel sole! / Una corsetta in compagnia / Immondizia                        | 24 agosto 2021 |
| 10 | Le api nel cappello / Studente dell'anno / Il pesce gigante                   | 24 agosto 2021 |
| 11 | In aiuto alla banda / Le farfalle nello stomaco / La legge dei gatti          | 24 agosto 2021 |
| 12 | Il tempo delle mele / Arcobaleni felini / Oggy Oggy al Grand Prix             | 24 agosto 2021 |
| 13 | Segui l'onda / Gatto con vertigini / Apprendista contadino                    | 24 agosto 2021 |
| 14 | Una scelta impossibile / Supergatto / Il raggio spaziale                      | 24 agosto 2021 |
| 15 | Un intruso al museo / La pattuglia aerea / Gara di carrelli!                  | 24 agosto 2021 |
| 16 | Il gatto aggiustatutto / Tutti in sella! / Gatti di mare                      | 24 agosto 2021 |

### Stagione 2 (2023)
| n° | Titolo                                                                     | Pubblicazione  |
| -- | -------------------------------------------------------------------------- | -------------- |
| 1  | La corsa delle slitte / La stella cadente / La rapina del succo di lampone | 17 aprile 2023 |
| 2  | Cartellino rosso! / La zucca gigante / Vita all'aperto                     | 17 aprile 2023 |
| 3  | Ad alta quota / L'alluvione / Litigio in pista                             | 17 aprile 2023 |
| 4  | Super Mallow / Agente Oggy Oggy / Oggy Oggy alla fattoria                  | 17 aprile 2023 |
| 5  | Il dilemma del cubetto di ghiaccio / L'aiutante robot / Frutto proibito    | 17 aprile 2023 |
| 6  | Il puzzle arcobaleno / Il super segnale / Uno spettacolo inaspettato       | 17 aprile 2023 |
| 7  | Musica! / La raccolta rifiuti / Spazzati via                               | 17 aprile 2023 |
| 8  | La deviazione / La vacanza dei FireCats! / Uno strano cappello             | 17 aprile 2023 |
| 9  | Mallow e gli AstroCats / La star del banjo / Il pianeta solitario          | 17 aprile 2023 |
| 10 | L'aggiustatutto / Tempesta di sabbia / Festa a sorpresa                    | 17 aprile 2023 |
| 11 | Un ospite testardo / Il gatto fifone / Il ladro di stelle                  | 17 aprile 2023 |
| 12 | Corso di adesivi / Risate in scatola / Bagagli pesanti                     | 17 aprile 2023 |
| 13 | I regali di Natale / Da solo a Natale / L'albero di Natale                 | 17 aprile 2023 |

### Stagione 3 (2023)
| n° | Titolo                                                                          | Pubblicazione   |
| -- | ------------------------------------------------------------------------------- | --------------- |
| 1  | Caduto dallo spazio / Il picnic / Il calzetto portafortuna                      | 16 ottobre 2023 |
| 2  | Le bolle magiche / La locomotiva / Buon compleanno a chi?                       | 16 ottobre 2023 |
| 3  | La scultura / Lo spettacolo deve continuare / S.O.S. aereo                      | 16 ottobre 2023 |
| 4  | La fiera / Salvataggio ghiacciato / Il ladro di gomitoli                        | 16 ottobre 2023 |
| 5  | L'aquilone / Pilota nei guai / Il ladro di sogni                                | 16 ottobre 2023 |
| 6  | Un regalo ben pensato / Gatti ladruncoli / Super Oggy Oggy                      | 16 ottobre 2023 |
| 7  | La nuvoletta / Il duello / Gatti maleducati                                     | 16 ottobre 2023 |
| 8  | Mialloween / Capitano senza paura / Ladri di zucche                             | 16 ottobre 2023 |
| 9  | Fantasmino spaventoso / Una gatt-astrofe marina / Maestro Oggy Oggy             | 16 ottobre 2023 |
| 10 | Notte in bianco! / Giardino d'inverno / Le amiche pecore                        | 16 ottobre 2023 |
| 11 | Il giocattolo telecomandato / Un'avventura sottomarina / Pappagallo o gatto?    | 16 ottobre 2023 |
| 12 | La pianta fastidiosa / Il fantasma spaccone / Mallow va in campeggio            | 16 ottobre 2023 |
| 13 | La stella marina / Una giornata sui pattini / Sonno contagioso                  | 16 ottobre 2023 |
| 14 | Con la testa tra le nuvole / Il maxigolf / Tesoro, mi si sono ristretti i gatti | 16 ottobre 2023 |
| 15 | Giochi di prestigio / Naufragio / Questione di sportività                       | 16 ottobre 2023 |
| 16 | Questo è il vicinato / Al fuoco! / L'isola del pirata                           | 16 ottobre 2023 |
| 17 | Fuori gioco / Come gettare benzina sul fuoco / A scuola di scherzi              | 16 ottobre 2023 |
| 18 | Lontano dagli occhi / Alla ricerca d'acqua / L'amica balena                     | 16 ottobre 2023 |
| 19 | Infrazioni del traffico / Sogni d'oro! / Una casa verso il cielo                | 16 ottobre 2023 |
| 20 | La gara delle mele / La campionessa di scooter / In panchina                    | 16 ottobre 2023 |
| 21 | Il fischio / Il cadetto Oggy Oggy / La macchina volante                         | 16 ottobre 2023 |
| 22 | Oggy Oggy ha preso un granchio / L'aspirante cowboy / Un elicottero di fortuna  | 16 ottobre 2023 |
| 23 | Il periodo più bello dell'anno / Bianco Natale / Il regalo misterioso           | 16 ottobre 2023 |

## Trasmissione
La serie è uscita in tutto il mondo su Netflix il 24 agosto 2021.
Il 29 gennaio 2021, la Xilam ha annunciato che France Télévisions, Discovery Italia e Super RTL hanno acquistato i diritti francesi, italiani e tedeschi televisivi per la serie.
In Francia, in televisione, va in onda su France 5.
In Italia, in televisione, va in onda su Frisbee.
In Germania, in televisione, va in onda su Super RTL.

## Merchandising
Il 25 ottobre 2021, la Xilam ha collaborato con Simba Dickie Group per creare il merchandise del cartone, che include pupazzi, figure, playset, veicoli e collezionabili.